# Allahs børn
Allahs børn er en dokumentarfilm instrueret af Ulrik Holmstrup efter eget manuskript.

## Handling
Mens den hektiske pakistanske hverdag haster forbi uden for skolens mure, står tiden stille indenfor. I et kæmpe bygningskompleks med sale, studierum og biblioteker lever mere end tusinde drenge i et kvindeløst samfund. Drengene bruger det meste af dagen på lektier og bønner, og skolen giver dem det religiøse, moralske og politiske fundament for deres fremtid: Jihad, hellig krig. Det anslås, at Taleban siden midten af 90'erne har rekrutteret 80-100.000 unge soldater fra de såkaldte Madrassaer i Pakistan. Hvad der får en familie til at aflevere børn på 5-6 år til disse religiøse kostskoler, er svært at forstå, men for mange familier kan det være vejen til overlevelse. Filmen giver et unikt indblik i en lukket verden - skolen, der former islamiske præster, jihad-krigere og fundamentalister.